# Peter Andreas Munch
Peter Andreas Munch (Christiania, 15 dicembre 1810 – Roma, 25 maggio 1863) è stato uno storico norvegese.
Collaboratore di Asbjørnsen e Moe, curò l'edizione di diverse leggi nordiche medioevali ed è famoso per i suoi lavori sulla storia medievale norvegese. Le sue pubblicazioni toccano l'archeologia, la geografia, l'etnografia, la linguistica, oltre che storia e giurisprudenza. Ha tradotto dal nordico antico le saghe leggendarie.
Era il figlio del prete Edvard Storm Munch (1780-1847) e di Johanne Sophie Hofgaard (1791-1860). Era lo zio del pittore Edvard Munch.

## Opere
- Norges, Sveriges og Danmarks Historie til Skolebrug (1838)
- Norges Historie i kort Udtog for de første Begyndere (1839)
- Nordens gamle Gude- og Helte-Sagn i kortfattet Fremstilling (1840)
- Verdenshistoriens vigtigste Begivenheder (1840)
- De nyeste Tiders Historie (1842)
- Fortegnelse over de mest befarede Landeveie og Reiserouter saavel mellem Stæderne, som Landdistricterne i Norge (1846)
- Det oldnorske Sprogs eller Norrønasprogets Grammatik (with C. R. Unger, 1847)
- Underholdende Tildragelser af Norges Historie (1847)
- Nordmændenes Gudelære i Hedenold (1847)
- Det gotiske Sprogs Formlære (1848)
- Kortfattet Fremstilling af den ældste norske Runeskrift (1848)
- Om Skandinavismen (1849)
- Historisk-geographisk Beskrivelse over Kongeriget Norge (Noregsveldi) i Middelalderen (1849)
- Det norske Folks Historie (1852–1859)
- Om den saakaldte nyere historiske Skole i Norge (1853)
- Nordmændenes ældste Gude- og Helte-Sagn (1854)